# Misil balístico intercontinental

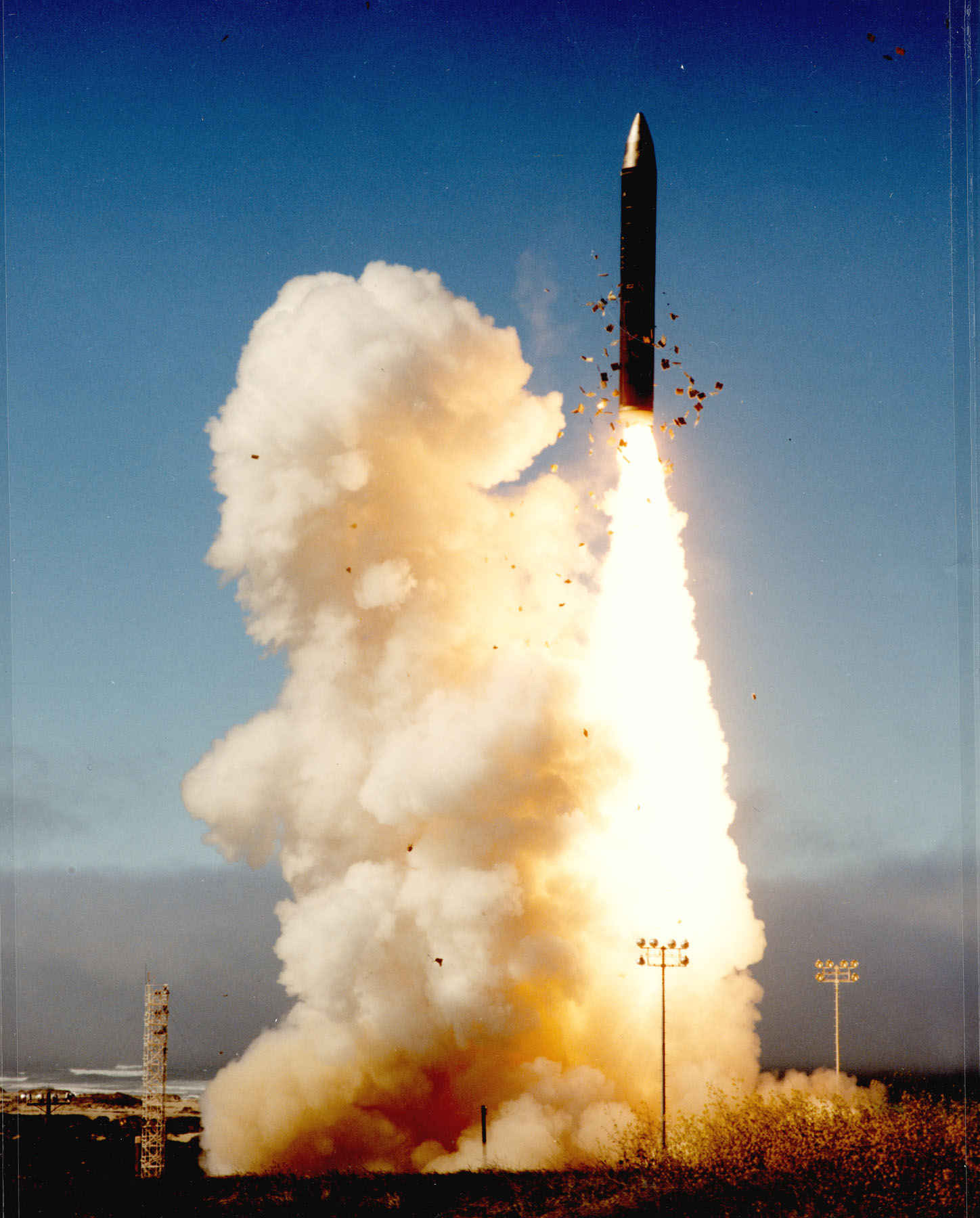
Un Peacekeeper estadounidense lanzado desde un silo misilístico.

Un misil balístico intercontinental o ICBM (siglas del inglés intercontinental ballistic missile) es un misil de largo alcance, de más de 5500 kilómetros, que usa una trayectoria balística que implica un importante ascenso y descenso, incluyendo trayectorias suborbitales y parcialmente orbitales, desarrollándose a lo largo de la carrera espacial. Un ICBM se diferencia de otros misiles balísticos como los IRBM (Intermediate Range Ballistic Missile, «misil balístico de medio alcance») o los SRBM (Short Range Ballistic Missile, «misil balístico de corto alcance») principalmente en el alcance. El alcance máximo de un ICBM está delimitado por los pactos de control de armas que prohíben vuelos orbitales o parcialmente orbitales. Actualmente ocho países tienen sistemas de misiles balísticos intercontinentales: Estados Unidos, Rusia, China, Corea del Norte, Reino Unido, Francia, Israel e India.
Los primeros misiles balísticos intercontinentales tenían una precisión limitada, lo que los hacía adecuados para su uso sólo contra los objetivos más grandes, como las ciudades. Fueron vistos como una opción de base "segura", que mantendría la fuerza de disuasión cerca de casa, donde sería difícil atacar. Los ataques contra objetivos militares (especialmente los más blindados) exigían el uso de un bombardero tripulado más preciso . Los diseños de segunda y tercera generación (como el LGM-118 Peacekeeper) mejoraron drásticamente la precisión hasta el punto de que incluso los objetivos puntuales más pequeños pueden atacarse con éxito.
Los misiles balísticos intercontinentales se diferencian por tener mayor alcance y velocidad que otras clases de misiles balísticos como: misiles balísticos de alcance intermedio (IRBM), misiles balísticos de alcance medio (MRBM), misiles balísticos de corto alcance (SRBM) y misiles balísticos tácticos (TBM).

## Historia

### Segunda Guerra Mundial
Sus orígenes se remontan a la Segunda Guerra Mundial, con el primer cohete V-2 balístico (Vergeltungswaffe, «arma de represalia» en alemán) creado por Wernher von Braun en la Alemania nazi para bombardear al Reino Unido. Partiendo de este modelo, se intentó diseñar un misil capaz de bombardear Nueva York y otras ciudades de la Costa Este, el Projekt Amerika, bajo la dirección de Wernher von Braun. El misil A9/A10 inicialmente iba a ser guiado por radio, pero fue modificado para ser una nave pilotada tras el fracaso de la Operación Elster. La segunda etapa del misil A9/A10 se prueba un par de veces en enero y febrero de 1945.

### Guerra Fría

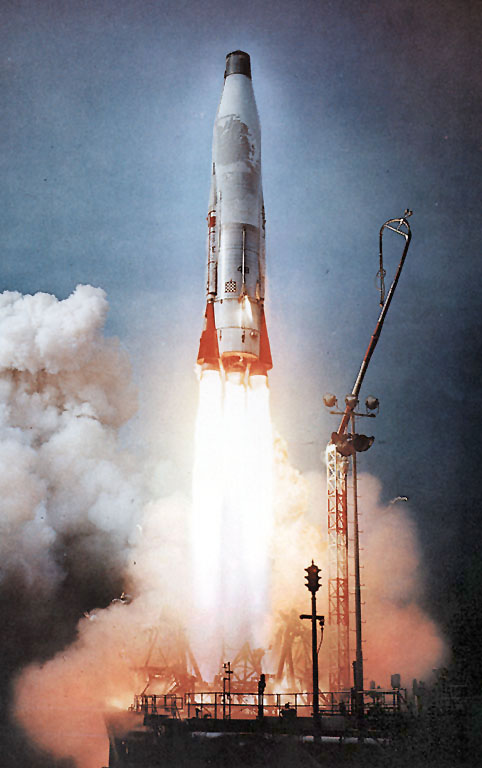
Un SM-65 Atlas, el primer misil balístico intercontinental estadounidense, lanzado por primera vez en 1957.

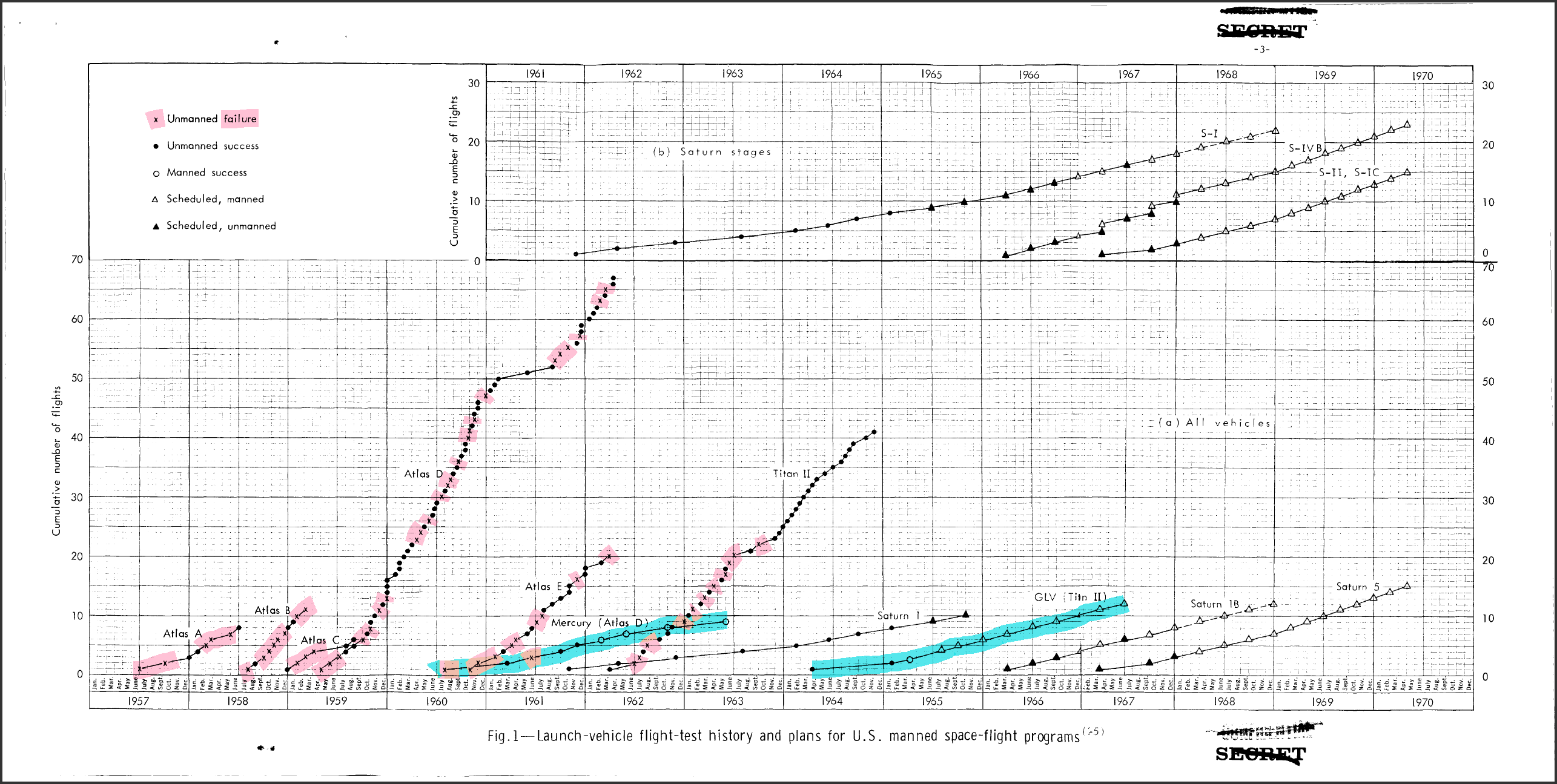
Gráfico de 1965 de los lanzamientos de misiles balísticos intercontinentales Atlas y Titan de la USAF, acumulativo por mes con fallas resaltadas (rosa), que muestra cómo el uso por parte de la NASA de propulsores de misiles balísticos intercontinentales para los proyectos Mercury y Gemini (azul) sirvió como una demostración visible de confiabilidad en un momento en que las tasas de fallas había sido sustancial.

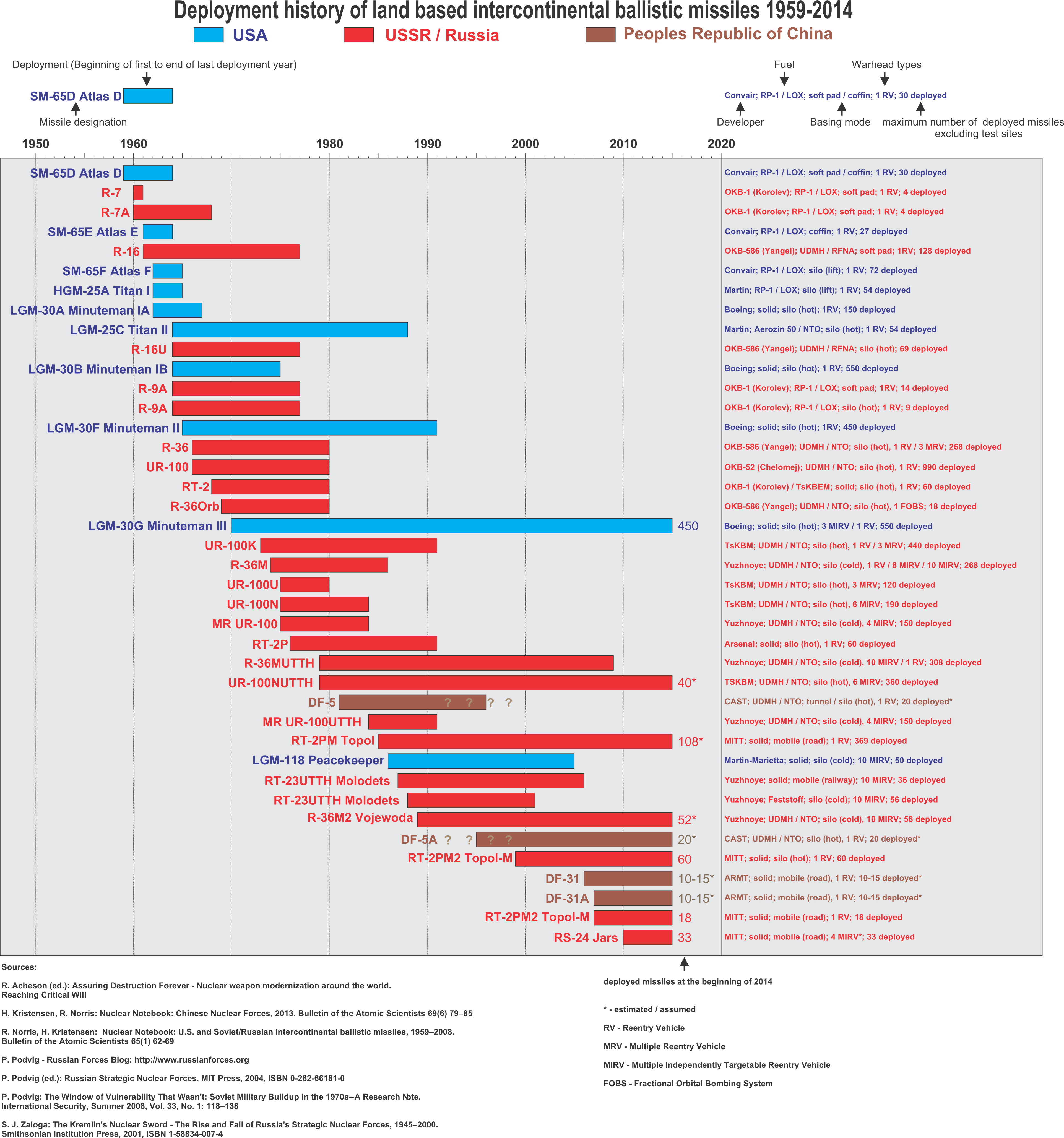
Historia del despliegue de misiles balísticos intercontinentales terrestres, 1959-2014.

Después de la guerra, Estados Unidos y la Unión Soviética recopilaron científicos y diseños alemanes a través de la Operación Paperclip (EE. UU.) y Osoaviakhim (URSS). Gracias a esta ayuda en la URSS, Serguéi Koroliov construyó el cohete R-7 en los años 1950 y el 4 de octubre de 1957 puso en órbita el primer satélite artificial Sputnik con un misil de mayor alcance, que podía alcanzar el territorio continental de América y todos los países de Europa. Estados Unidos entonces aceleró su carrera para obtener un misil ICBM y lanzó el primer misil ATLAS en 1957, la primera lanzadera espacial del país, dando inicio a la Carrera espacial contra la Unión Soviética.
Los primeros misiles balísticos intercontinentales, los soviéticos R-7, R-9, y los estadounidenses Atlas y Titan-I, utilizaban combustible propergoles criogénicos. Esto condicionaba su empleo ya que los propergoles solo se podían almacenar en el misil durante un corto periodo, luego debían ser retirados y la recarga de combustible se demoraba varias horas.
La siguiente mejora fue el empleo de combustibles propergoles, que se pudieran almacenar a temperatura ambiente, generalmente hipergólicos. Pero las dificultades de manipulación de estas sustancias tóxicas y corrosivas, incluyendo fugas y explosiones en los silos de lanzamiento subterráneo de los misiles Titan-II, condujo a su sustitución casi universal por nuevos cohetes ICBM de combustible sólido.
Estas generaciones de misiles ICBM fueron la génesis de los sistemas de lanzamiento de los ingenieros espaciales, durante la carrera espacial de la Guerra Fría. Como ejemplos sirvan los primeros misiles Atlas, los Delta, los Redstone, los Titan, los R-7 y los Protón, algunos de los cuales se usan actualmente para llevar satélites a sus órbitas. Los modernos misiles ICBM tienden a ser más pequeños, livianos y potentes que sus antecesores, ya que se ha logrado mejorar la precisión, hacer más pequeñas y ligeras las ojivas balísticas, que transportan múltiples conos nucleares, los equipos electrónicos de navegación y dirección, y se usan los nuevos combustibles sólidos, haciéndolos más eficientes para la carga militar y menos útiles como vehículos orbitales de lanzamiento de satélites artificiales, aunque recientemente Rusia ofrece un programa de lanzamiento de satélites civiles, desde misiles ICBM lanzados desde un silo subterráneo, antes de ser desmantelados y retirados de servicio.

### Guerra Rusia - Ucrania
El 21 de noviembre de 2024, durante la invasión rusa de Ucrania, se difundió que las Fuerzas Armadas de la Federación Rusa habían lanzado un misil balístico intercontinental RS-26 Rubezh contra la ciudad ucraniana de Dnipro. Hubiera sido la primera vez que se utilizaba un misil balístico intercontinental en combate en la historia. Más tarde ese día, Vladímir Putin confirmó que el ataque de hecho no había sido realizado por un misil balístico intercontinental (ICBM), sino por un nuevo modelo de un misil balístico de alcance intermedio (IRBM) llamado Oreshnik, utilizando una carga útil hipersónica no nuclear.

## Misiles balísticos intercontinentales modernos

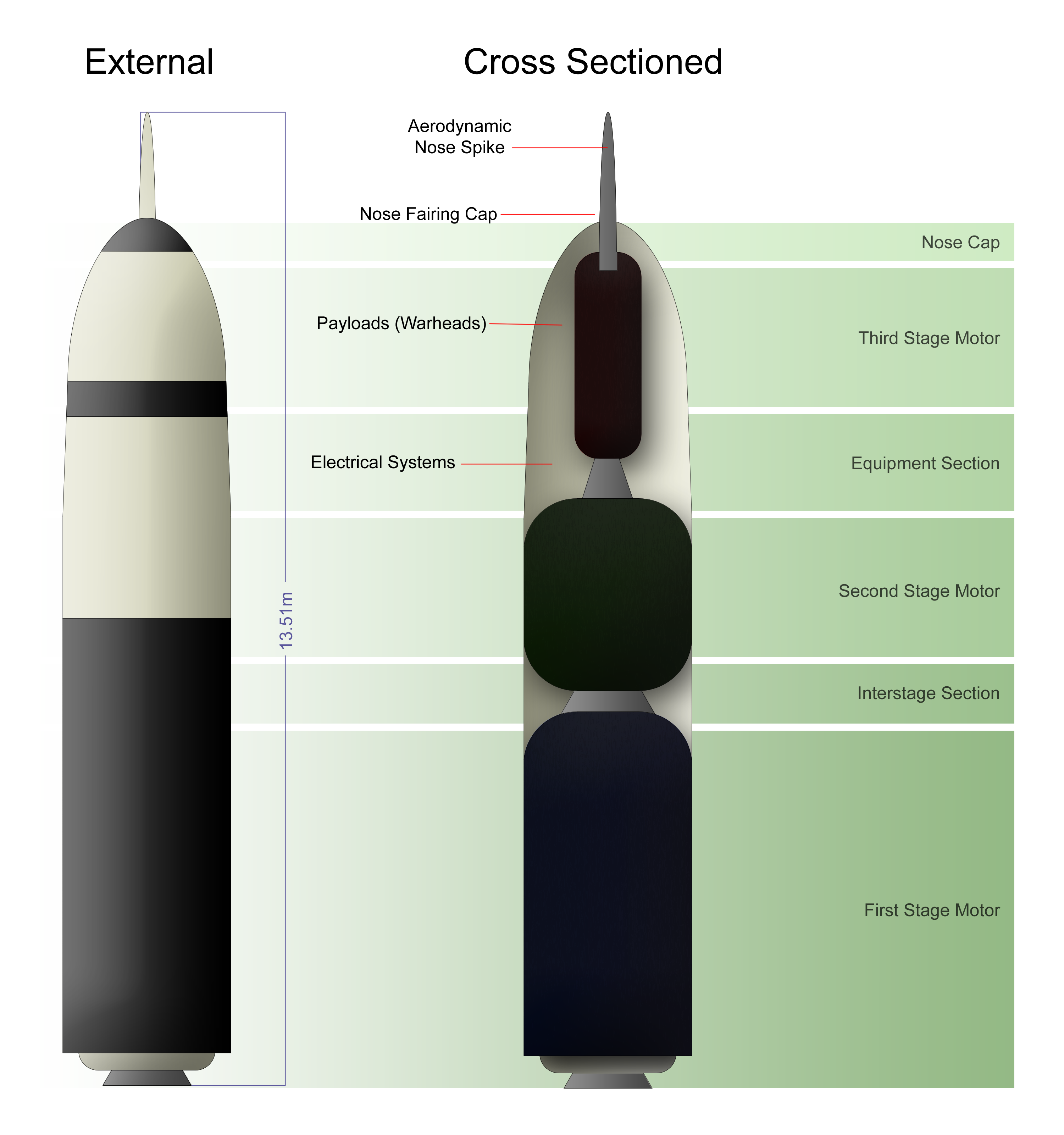
Vista esquemática de un sistema de misiles nucleares Trident II D5 lanzado desde un submarino, capaz de transportar múltiples ojivas nucleares hasta a 8.000 km (5.000 millas)

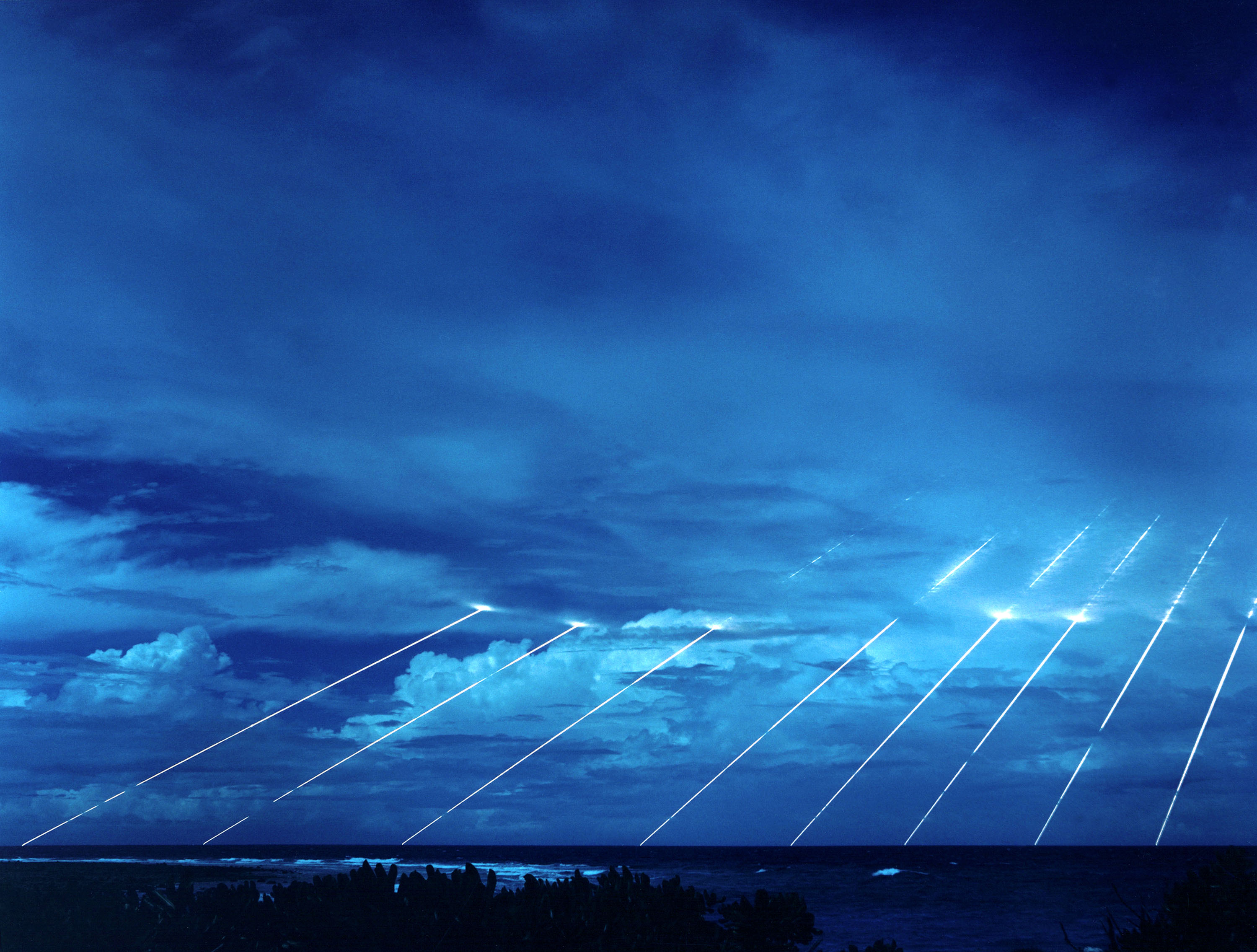
Reentrada de ojivas múltiples guiadas por láser provenientes de un misil Peacekeeper de los Estados Unidos.

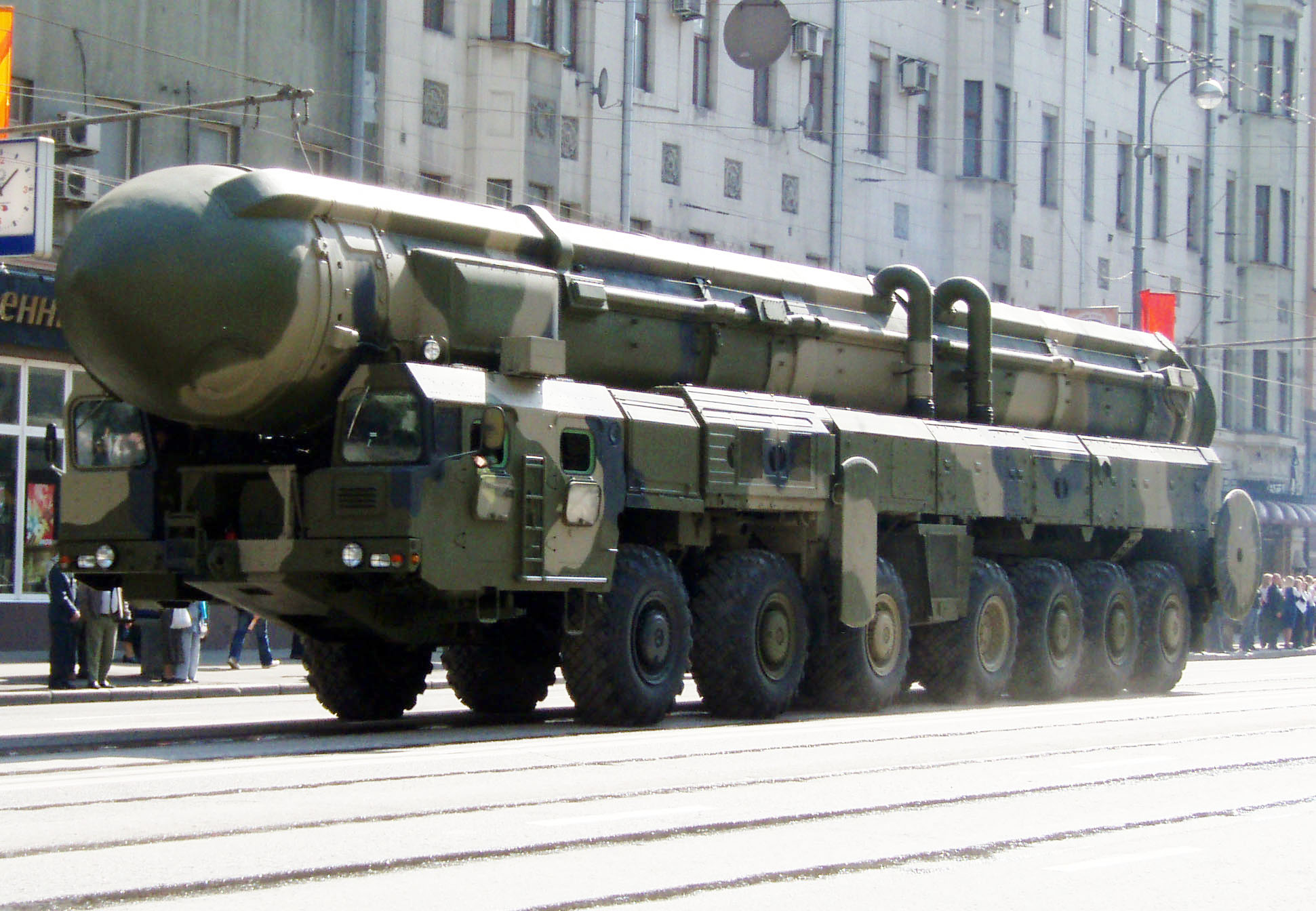
Misil balístico SS-25 Sickle en un desfile militar en Rusia.

Los modernos misiles ICBM son el desarrollo final de los primeros misiles alemanes lanzados contra Reino Unido; ahora pueden ser lanzados desde silos lanzadores subterráneos, camiones de transporte y submarinos, por lo general, estos nuevos misiles llevan VRMI o MIRV (Multiple Independently targetable Reentry Vehicle, en inglés) cada uno de los cuales, pueden llevar varias ojivas nucleares en forma independiente y separada, atornilladas dentro de la punta del misil en forma de cono, permitiendo a un solo misil ICBM impactar en muchos objetivos en territorio enemigo, diferentes bases militares y ciudades, con el lanzamiento de un solo misil ICBM. Al principio de su desarrollo solamente podían transportar un cono nuclear en la punta del misil ICBM, como los misiles R-11 lanzados por Irak contra Israel durante la Guerra del Golfo.
Los vehículos de transporte MIRV fueron una rápida consecuencia de la reducción de peso y tamaño de los misiles, así como de los tratados internacionales de limitación de armas nucleares tácticas, firmadas entre Estados Unidos y la Unión Soviética, que imponen restricciones a la cantidad de vehículos lanzadores y armas nucleares, cohetes y medios de transporte.
También ha resultado ser una respuesta sencilla a los sistemas de defensa antimisiles balísticos (ABM, Anti-Ballistic Missile) siendo mucho más barato añadir más ojivas independientes a un sistema de misiles ya existente, que se atornillan a la punta del misil y pueden alcanzar diferentes objetivos, que fabricar un sistema defensivo nuevo, con la capacidad en teoría de derribar las múltiples ojivas lanzadas por estos nuevos misiles ICBM, no obstante las propuestas para sistemas defensivos ABM han sido consideradas como impracticables y nunca han sido desarrolladas, por su alto costo y las limitaciones de la tecnología a finales del siglo pasado, aunque existen programas de defensa de misiles ICBM, como el sistema de defensa espacial de la Iniciativa de Defensa Estratégica y el nuevo sistema de combate Aegis para interceptar misiles enemigos y satélites en el espacio, conos nucleares durante el ingreso atmosférico, misiles R-11 y ojivas nucleares independientes, aunque nunca han sido probados para interceptar múltiples ojivas nucleares y vehículos MIRV en el espacio.
Los nuevos misiles intercontinentales ICBM usan combustible sólido, que puede ser almacenado durante largo tiempo en las estaciones lanzadoras, vehículos de transporte, silos, submarinos y barcos. Los misiles de combustible líquido no pueden ser guardados cargados de combustible durante mucho tiempo y por ello, cargarlos es una tarea necesaria antes de su lanzamiento que podía durar varias horas y demoraba la respuesta de un ataque con estos misiles. Los nuevos misiles ICBM se suelen guardar cargados de combustible sólido en silos, algunos de los cuales tiene suficiente protección a los ataques como para aguantar bombas nucleares, submarinos nucleares (SLBM, Submarine Launched Ballistic Missile) o bien en vehículos lanzadores terrestres motorizados y trenes, que son muy difíciles de localizar por satélites de vigilancia.
El misil de crucero es una alternativa más económica a los misiles balísticos ICBM, puede ser lanzado desde un avión bombardero pesado de largo alcance, submarinos, barcos y camiones de transporte, y desde silos en bases militares de países amigos, cercanas a los objetivos enemigos, también se lo conoce como misil táctico de ataque, es de menor alcance pero puede efectuar un ataque nuclear sorpresivo contra el enemigo.
Rusia y China actualmente posee misiles ICBM modernos como el Topol-M (SS-27) y el RS-24 versión de (Rusia) y el DF-41 (China), capaces de evadir el nuevo sistema ABM que desarrolla Estados Unidos debido a su etapa de impulsión ultrarrápida, con gases calientes de expansión, el encendido de sus motores, la pronta libranza de las ojivas armadas con conos nucleares y la maniobrabilidad de las mismas, la velocidad supersónica en la reentrada de la ojiva a la atmósfera, al uso de contramedidas que incluyen ojivas señuelo, globos, trazas de papel aluminio para confundir los radares de defensa, junto con otras características secretas y técnicas especiales, desarrolladas recientemente con el avance de la tecnología en el nuevo siglo y la capacidad de controlar el vuelo, con motores externos de combustible líquido, como un avión espacial y un satélite civil, para cambiar su trayectoria durante el vuelo. Por su parte, Estados Unidos basa actualmente su arsenal nuclear en tres pilares: los ICBM LGM-30 Minuteman (con unos 450 misiles), los SLBM Trident II D5 y la bomba nuclear B61 en misiles para aviones de combate.
Los misiles ICBM también ayudaron al desarrollo del programa espacial de China, India y otros países, porque su tecnología es muy parecida a la de los lanzadores civiles de satélites civiles. Rusia y Ucrania tienen un programa de lanzamiento de satélites civiles desde un misil ICBM en un silo militar de lanzamiento subterráneo, el programa espacial del cohete Dnepr-1, el cono nuclear será retirado del misil ICBM y en su lugar, se instalarán varios satélites civiles pequeños y ligeros, que serán transportados por un vehículo militar MIRV adaptado, para dejarlos en la atmósfera a diferentes altitudes, en forma económica, eficiente y rápida, esta es la primera aplicación civil de un misil ICBM militar operativo.

## Misiles específicos por país

### Misiles balísticos intercontinentales terrestres

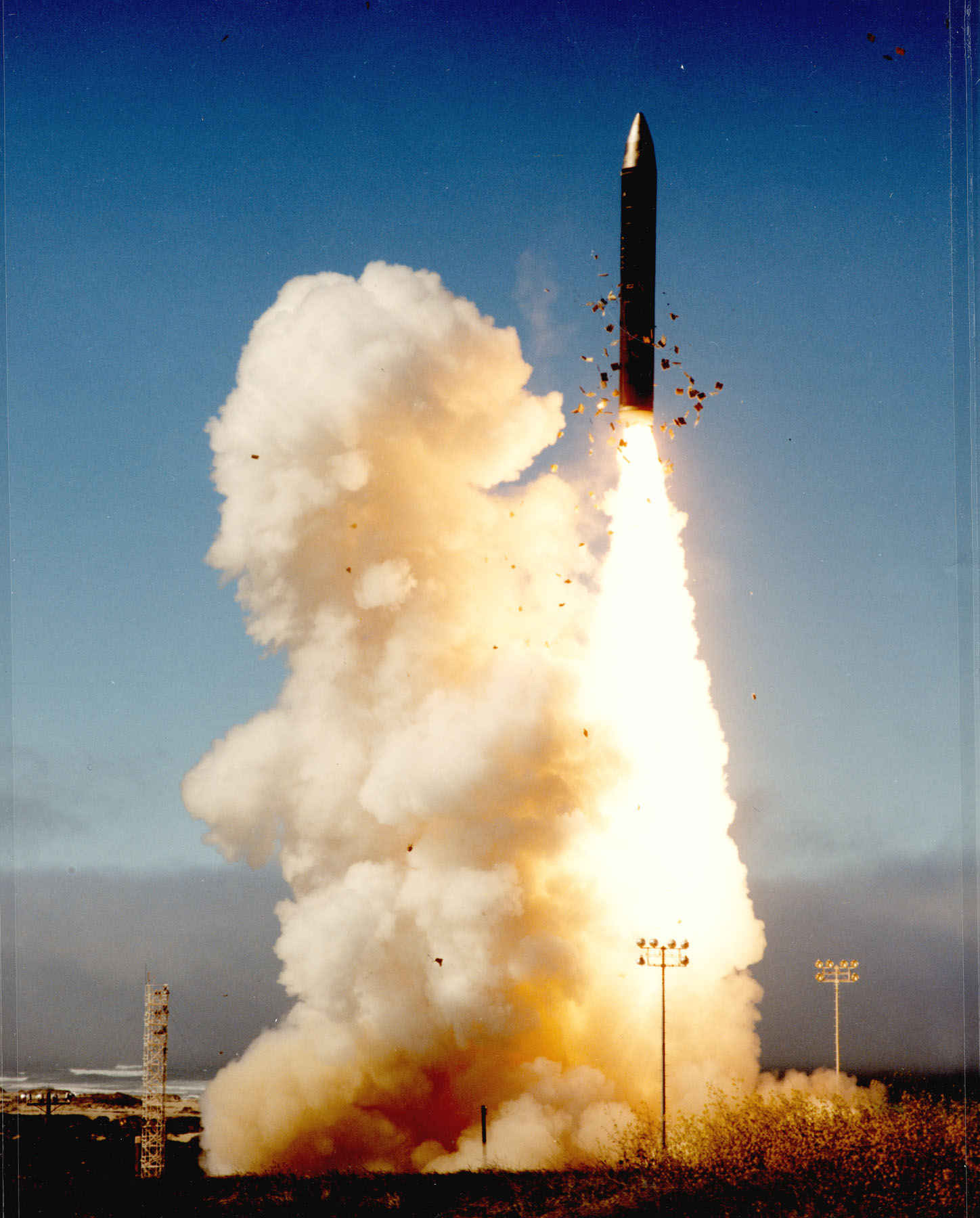
Un misil Peacekeeper estadounidense lanzado desde un silo

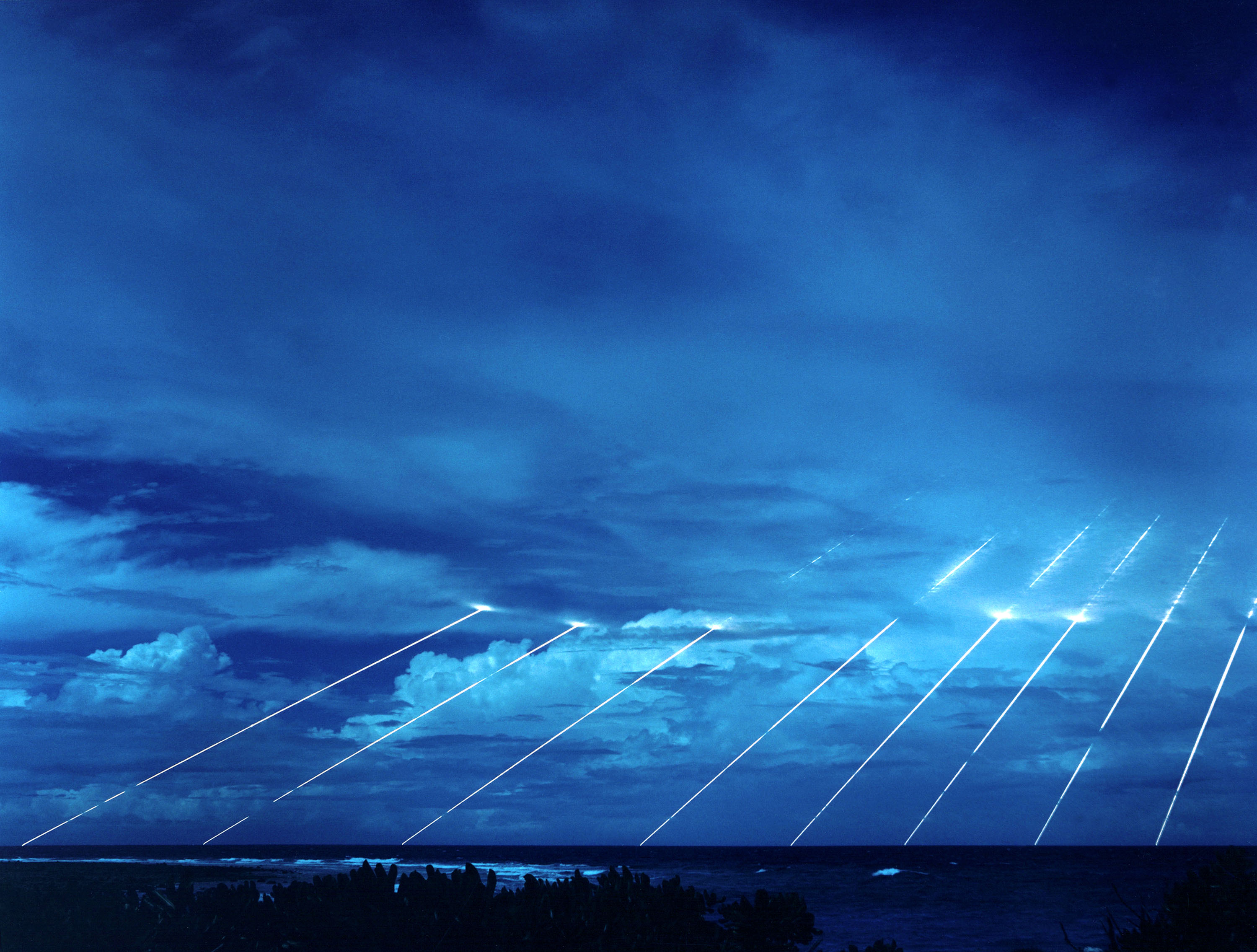
Pruebas de los vehículos de reingreso Peacekeeper en el atolón Kwajalein. Los ocho dispararon con un solo misil. Cada línea, si su ojiva estuviera activa, representa el poder explosivo potencial de unos 300 kilotones de TNT, unas diecinueve veces mayor que la detonación de la bomba atómica de Hiroshima.

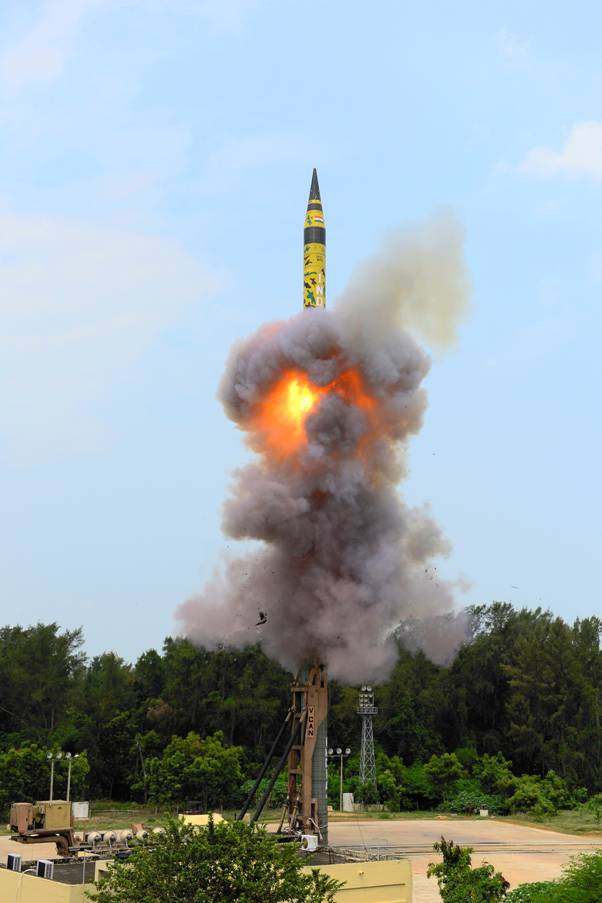
El misil balístico intercontinental Agni-V de la India es lanzado desde la isla Abdul Kalam

Operacional
     En desarrollo
     Retirado o cancelado
| Tipo                        | Alcance mínimo (km) | Alcance máximo (km) | País                  |
| --------------------------- | ------------------- | ------------------- | --------------------- |
| LGM-30 Minuteman III        |                     | 14.000              | Estados Unidos        |
| RS-28 Sarmat                |                     | 18.000              | Rusia                 |
| RT-2UTTH "Topol M" (SS-27)  |                     | 11.000              | Rusia                 |
| RS-24 "Yars" (SS-29)        |                     | 11.000              | Rusia                 |
| UR-100N                     |                     | 10.000              | Unión Soviética/Rusia |
| R-36 (SS-18)                | 10.200              | 16.000              | Unión Soviética/Rusia |
| DF-4                        | 5.500               | 7.000               | China                 |
| DF-31                       | 7.200               | 11.200              | China                 |
| DF-5                        | 5.000               | 9.000               | China                 |
| DF-41                       | 12.000              | 15.000              | China                 |
| Hwasong-14                  | 6.700               | 10.000              | Corea del Norte       |
| Hwasong-15                  |                     | 13.000              | Corea del Norte       |
| Hwasong-16                  |                     | 13.000              | Corea del Norte       |
| Hwasong-17                  |                     | 15.000              | Corea del Norte       |
| Agni-V                      | 7.000               | 10.000              | India                 |
| Jericho III                 |                     | 11.500              | Israel                |
| LGM-35 Sentinel             |                     |                     | Estados Unidos        |
| Agni-VI                     | 8.000               | 12.000              | India                 |
| RS-26 Rubezh                |                     | 5.800               | Rusia                 |
| Suria                       | 12.000              | 16.000              | India                 |
| LGM-30F Minuteman II        |                     | 11.265              | Estados Unidos        |
| LGM-30A/B Minuteman I       |                     | 10.186              | Estados Unidos        |
| Peacekeeper                 |                     | 14.000              | Estados Unidos        |
| Titan II (SM-68B, LGM-25C)  |                     | 16.000              | Estados Unidos        |
| Titan I (SM-68, HGM-25A)    |                     | 11.300              | Estados Unidos        |
| SM-65 Atlas (SM-65, CGM-16) |                     | 10.138              | Estados Unidos        |
| MGM-134 Midgetman           |                     | 11.000              | Estados Unidos        |
| RTV-A-2 Hiroc               | 2.400               | 8.000               | Estados Unidos        |
| RT-2                        |                     | 10.186              | Unión Soviética       |
| RT-23 Molodets              |                     | 11.000              | Unión Soviética/Rusia |
| RT-21 Temp 2S               |                     | 10.500              | Unión Soviética       |
| R-9 Desna                   |                     | 16.000              | Unión Soviética       |
| R-16                        |                     | 13.000              | Unión Soviética       |
| R-26                        |                     | 12.000              | Unión Soviética       |
| MR-UR-100 Sotka             | 1.000               | 10.320              | Unión Soviética/Rusia |
| UR-100                      |                     | 10.600              | Unión Soviética       |
| UR-200                      |                     | 12.000              | Unión Soviética       |
| RT-20P                      |                     | 11.000              | Unión Soviética       |
| R-7 Semyorka                | 8.000               | 8.800               | Unión Soviética       |
| Hwasong-13                  | 1.500               | 12.000              | Corea del Norte       |

Rusia, Estados Unidos, China, Corea del Norte, India, Israel e Irán son los únicos países que actualmente poseen misiles balísticos intercontinentales terrestres.

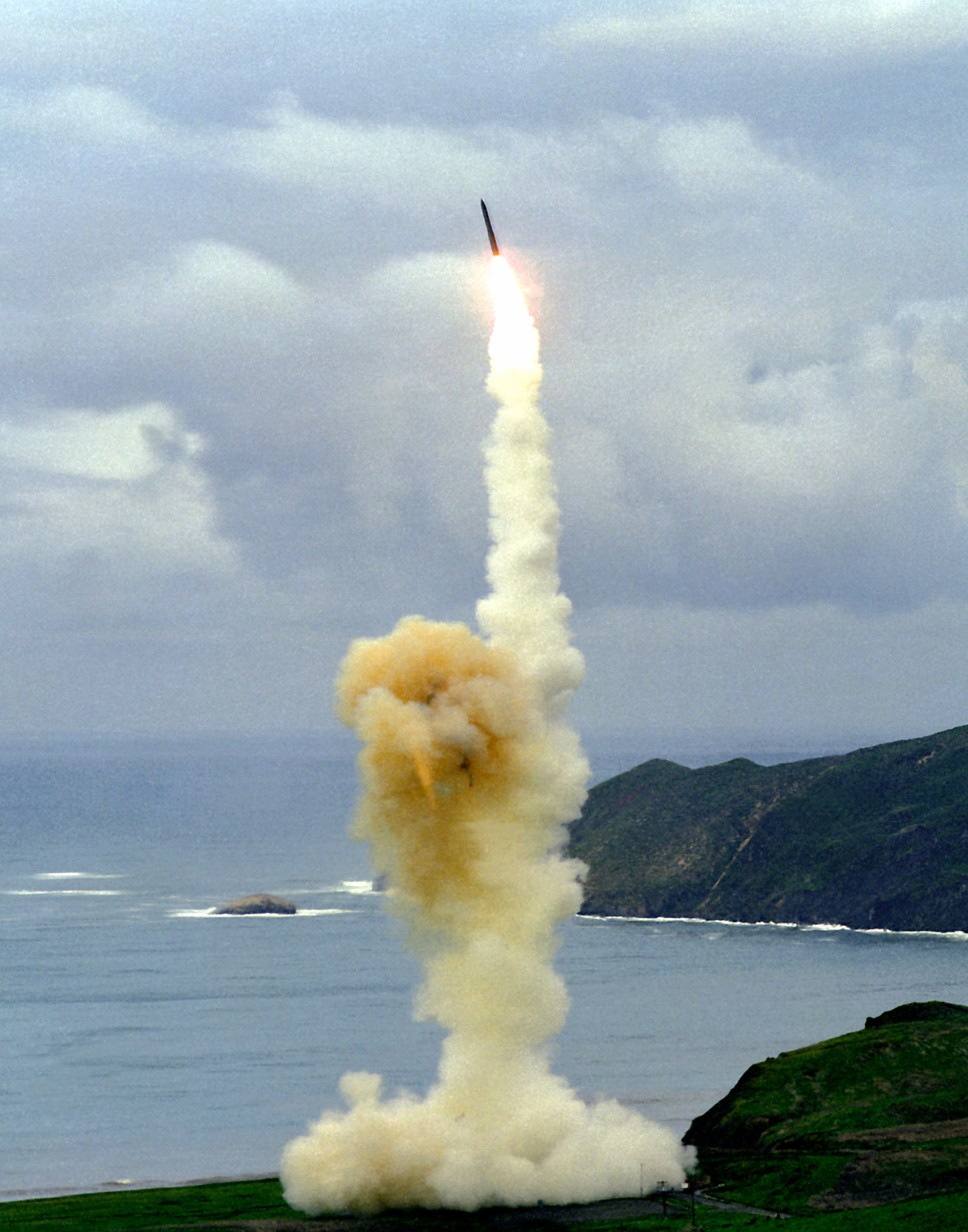
Lanzamiento de prueba de un misil balístico intercontinental Minuteman III desde la Base Vanderberg de la Fuerza Espacial estadounidense

Estados Unidos opera actualmente 405 misiles balísticos intercontinentales en tres bases de la Fuerza Aérea de los Estados Unidos (USAF). El único modelo implementado es el LGM-30G Minuteman-III. Todos los misiles Minuteman II de la USAF anteriores fueron destruidos de acuerdo con START II, y sus silos de lanzamiento han sido sellados o vendidos al público. Los potentes misiles Peacekeeper con capacidad MIRV fueron eliminados progresivamente en 2005.

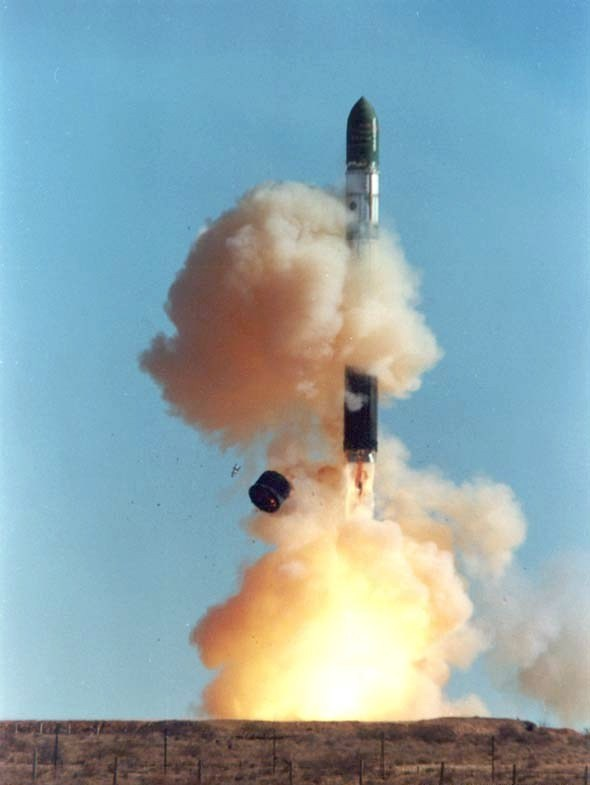
Un R-36Msoviético (SS-18 Satan), el misil balístico intercontinental más grande de la historia, con un peso de lanzamiento de 8.800 kg

Las Fuerzas de Cohetes Estratégicos de Rusia tienen 286 misiles balísticos intercontinentales capaces de transportar 958 ojivas nucleares: 46 R-36M2 (SS-18) con silos, 30 UR-100N (SS-19) con silos, 36 RT-2PM Topol móviles (SS-25), 60 RT-2UTTH Topol-M (SS-27) basados en silos, 18 RT-2UTTH Topol-M móviles (SS-27), 84 RS-24 "Yars" móviles (SS-29) y 12 RS-24 Yars (SS-29) con base en silos.
China ha desarrollado varios misiles balísticos intercontinentales de largo alcance, como el DF-31. El Dongfeng 5 o DF-5 es un misil balístico intercontinental de combustible líquido de 3 etapas y tiene un alcance estimado de 13.000 kilómetros. El DF-5 realizó su primer vuelo en 1971 y estaba en servicio operativo 10 años después. Una de las desventajas del misil era que tardaba entre 30 y 60 minutos en recargarse. El Dong Feng 31 (también conocido como CSS-10) es un misil balístico intercontinental de propulsor sólido de tres etapas y alcance medio, y es una variante terrestre del JL-2 lanzado desde un submarino.
El DF-41 o CSS-X-10 puede transportar hasta 10 ojivas nucleares, que son MIRV y tienen un alcance de aproximadamente 12.000 a 14.000 km (7.500 a 8.700 millas). El DF-41 se desplegó bajo tierra en Xinjiang, Qinghai, Gansu y Mongolia Interior. Los misteriosos sistemas de transporte de misiles balísticos intercontinentales subterráneos se le conoce como "Gran Muralla Subterránea de China".
Se cree que Israel ha desplegado un misil nuclear móvil de carretera, el Jericho III, que entró en servicio en 2008. Es posible que el misil esté equipado con una sola ojiva nuclear de 750 kg (1.650 lb) o hasta tres ojivas MIRV. Se cree que está basado en el vehículo de lanzamiento espacial Shavit y se estima que tiene un alcance de 4.800 a 11.500 km (3.000 a 7.100 millas). En noviembre de 2011, Israel probó un misil balístico intercontinental que se cree que es una versión mejorada del Jericho III.
India tiene una serie de misiles balísticos llamados Agni. El 19 de abril de 2012, India probó con éxito su primer Agni-V, un misil de combustible sólido de tres etapas, con un alcance de ataque de más de 7.500 km (4.700 millas).

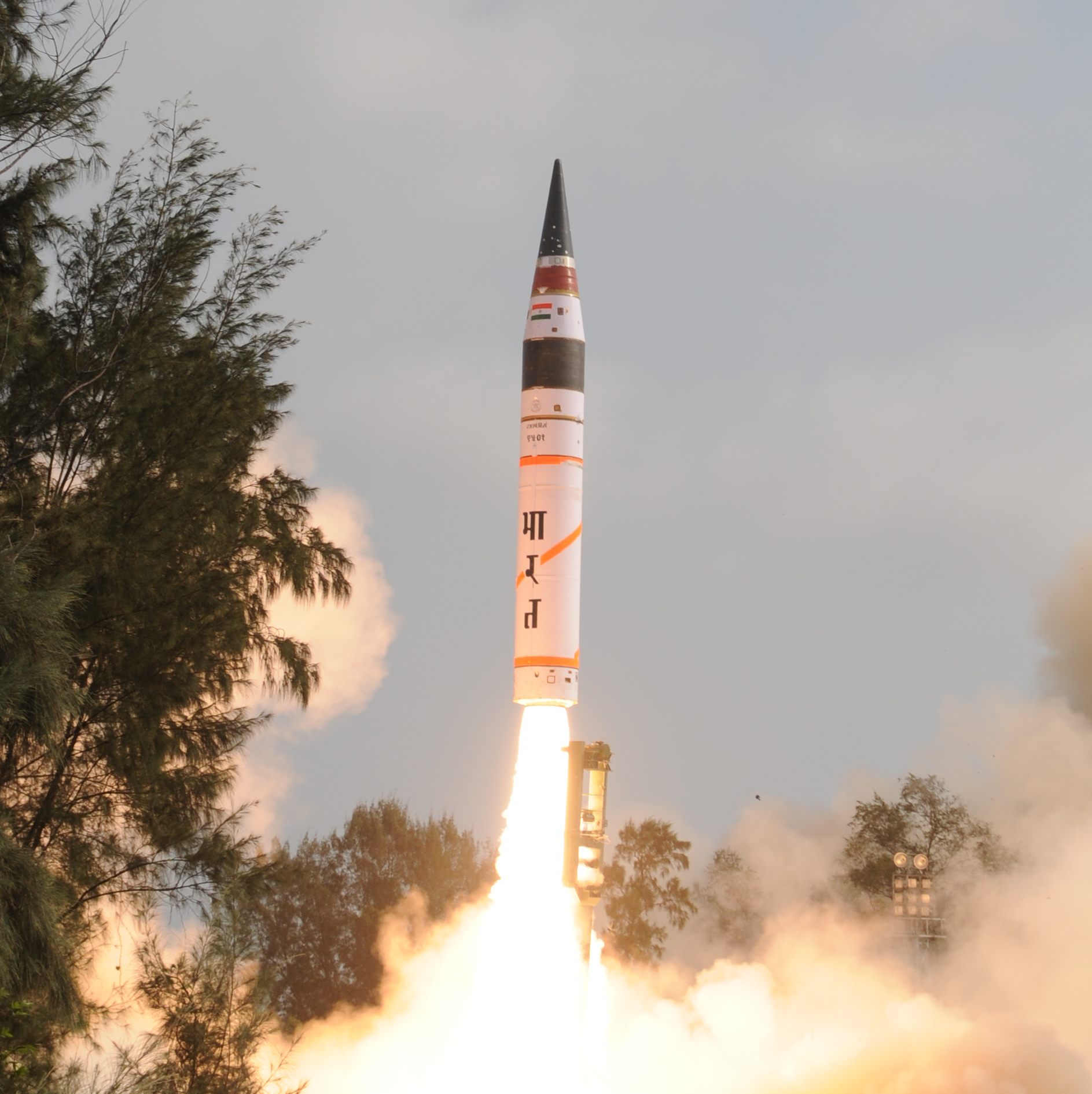
Agni-V durante su primer vuelo de prueba

El misil fue probado por segunda vez el 15 de septiembre de 2013. El 31 de enero de 2015, India realizó con éxito un tercer vuelo de prueba del Agni-V desde las instalaciones de la isla Abdul Kalam. La prueba utilizó una versión en bote del misil, montada sobre un camión Tata. El 15 de diciembre de 2022, el SFC llevó a cabo con éxito la primera prueba nocturna del Agni-V desde la isla Abdul Kalam, Odisha. El misil es ahora un 20 por ciento más ligero gracias al uso de materiales compuestos en lugar de acero. La autonomía se ha incrementado hasta los 7.000 km.

### Misiles balísticos intercontinentales lanzados desde submarinos

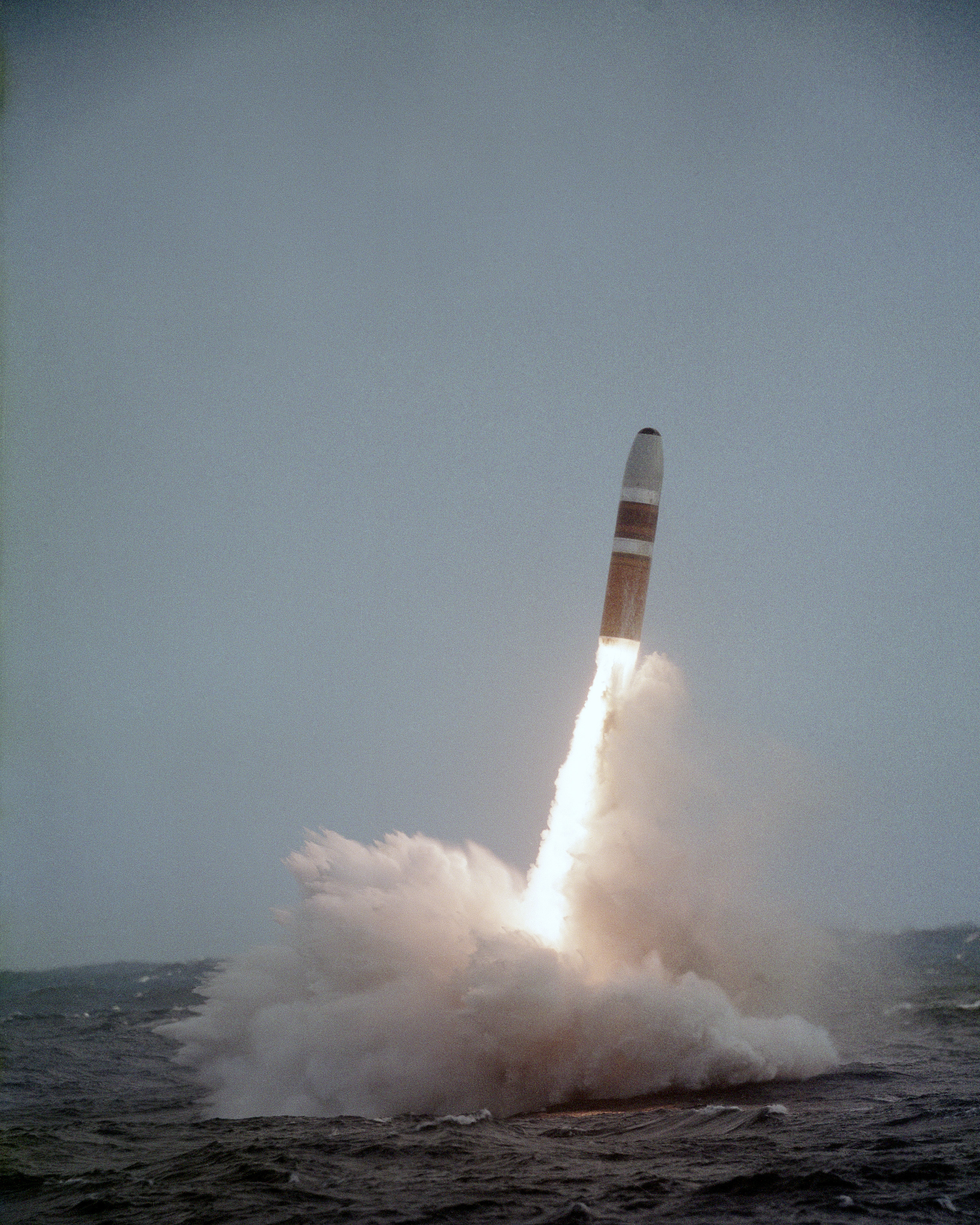
Un UGM-96 Trident I lanzado desde un submarino en 1984.

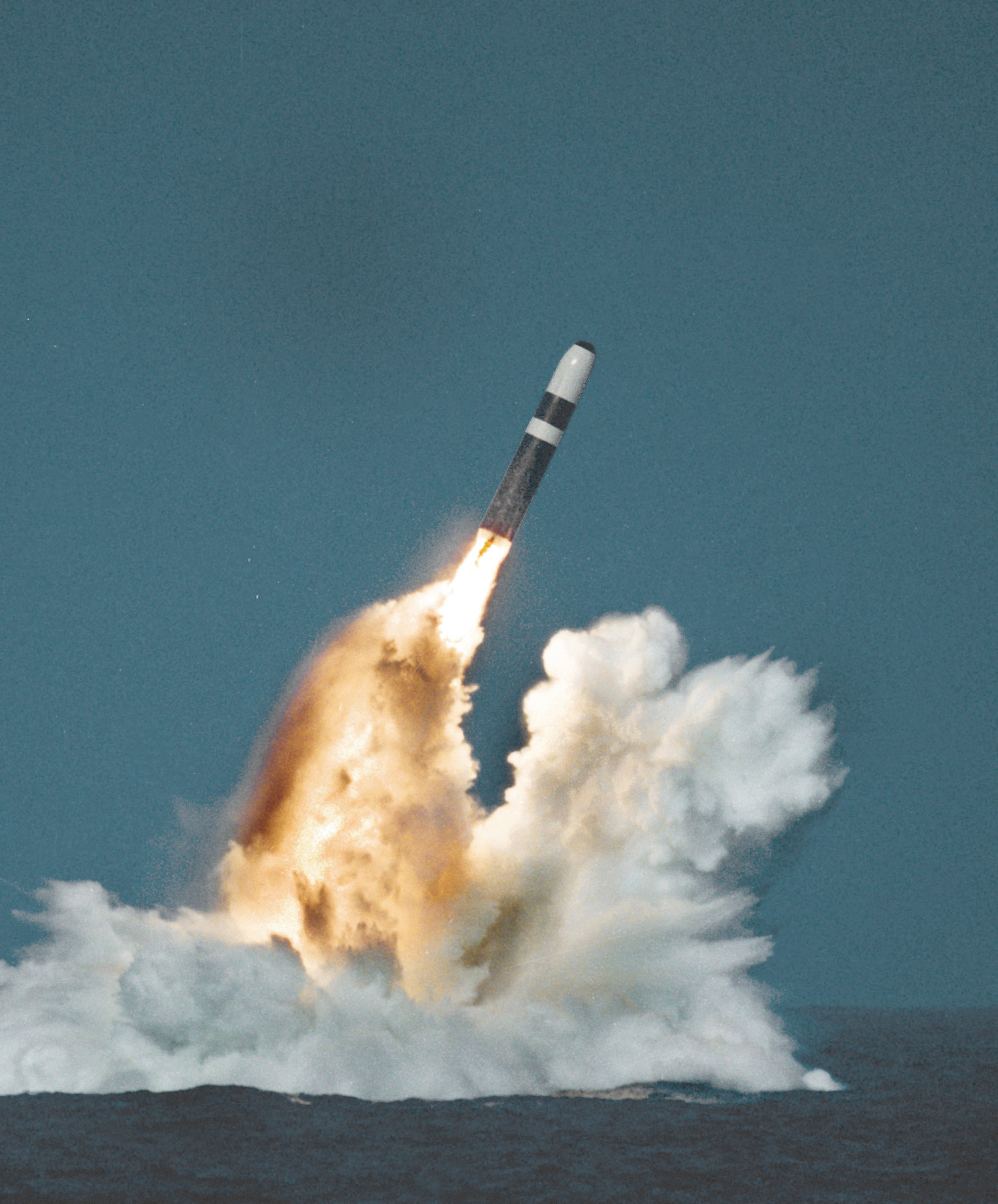
Un misil Trident II D5 lanzado desde un desde un submarino en 2004.

Operacional
     En desarrollo
     Retirado o cancelado
| ! Tipo                   | Alcance mínimo (km) | Alcance máximo (km) | País                       |
| ------------------------ | ------------------- | ------------------- | -------------------------- |
| UGM-133 Trident II (D5)  |                     | 12.000              | Estados Unidos Reino Unido |
| RSM-54 R-29RMU "Sineva"  |                     | 11.500              | Rusia                      |
| RSM-54 R-29RMU2 "Layner" | 8.300               | 12.000              | Rusia                      |
| RSM-56 R-30 "Bulava"     | 8.000               | 9.300               | Rusia                      |
| M51                      | 8.000               | 10.000              | Francia                    |
| JL-2                     | 7.400               | 8.000               | China                      |
| JL-3                     | 10.000              | 12.000              | China                      |
| K-5                      |                     | 5.000               | India                      |
| K-6                      | 8.000               | 12.000              | India                      |
| M45                      |                     | 6,000               | Francia                    |
| UGM-96 Trident I (C-4)   |                     | 12.000              | Estados Unidos             |
| RSM-40 R-29 "Vysota"     |                     | 7.700               | Unión Soviética/Rusia      |
| RSM-50 R-29R "Vysota"    |                     | 6.500               | Unión Soviética/Rusia      |
| RSM-52 R-39 "Rif"        |                     | 8.300               | Unión Soviética/Rusia      |
| RSM-54 R-29RM "Shtil"    |                     | 8.300               | Unión Soviética/Rusia      |

## Génesis de la militarización del espacio

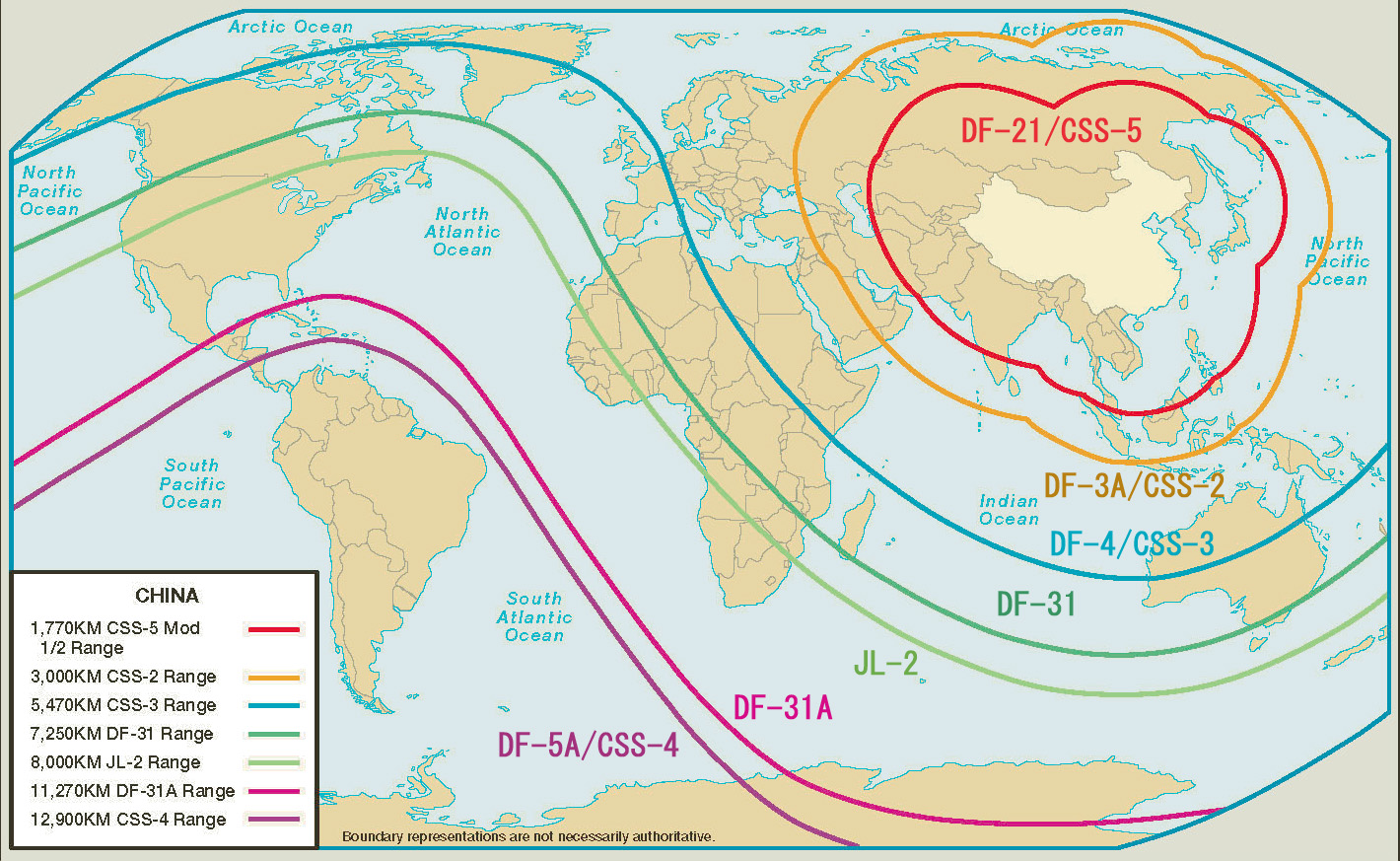
Alcance de los misiles intercontinentales chinos.

Durante la Guerra Fría en el siglo pasado, se construyeron misiles ICBM cada vez más potentes y con capacidad de transportar múltiples ojivas nucleares, los principios de los sistemas de defensa de misiles antibalísticos (ABM), para la defensa de un ataque nuclear durante la Guerra Fría, era basado en poder atacar ojivas individuales con misiles disparados desde tierra, para poder interceptar el ataque a medida que la ojiva nuclear en forma de cono, se acercaba a sus objetivos en tierra en el ingreso atmosférico desde una órbita baja y se podían detectar, con radares de largo alcance, sensores de calor y sensores ópticos, para lograr detenerlos con el choque del misil a gran velocidad con el impacto cinético de una ojiva militar de alta maniobrabilidad, instalada sobre el misil defensivo, que estaba dirigida desde tierra y que tenía sensores de aproximación al objetivo.
La introducción de los nuevos misiles ICBM con vehículos de reentrada múltiple o MIRV, montados sobre la punta del misil, que podían ser dirigidos independientemente desde el espacio a diferentes objetivos enemigos, permitió que un solo misil ICBM pueda lanzar múltiples ojivas nucleares sobre diferentes ciudades, bases militares en territorio enemigo y atacar escuadras navales en cualquier parte del mundo.
Mientras que en el sistema defensivo de misiles (ABM) el país tenía que construir, mantener y lanzar, un misil para enfrentar cada ojiva nuclear que ingresaba desde el espacio con el vehículo de reentrada múltiple; el país atacante necesitaba construir, mantener y lanzar, menor cantidad de misiles ICBM para atacar con varias ojivas nucleares a diferentes objetivos, con la ventaja de los vehículos de reentrada múltiple (MIRV); esto significaba, que siempre se mantendría una enorme ventaja económica para el país atacante.
El nuevo sistema de defensa espacial (SDI), intentaba alterar este desequilibrio estratégico, al atacar a los misiles directamente desde el espacio en órbitas más altas, detrás de la ruta de vuelo de los misiles ICBM lanzados desde tierra y detrás de la trayectoria en forma de arco, de los vehículos de transporte de múltiples ojivas nucleares (MIRV), en la órbita baja del espacio que serían lanzados desde un continente a otro y en teoría podrían destruir los múltiples vehículos de carga de armas, transportados en los misiles ICBM.
Por lo general, un sistema de defensa que utiliza un misil lanzado desde tierra con un impacto cinético, para tratar de destruir un misil balístico intercontinental ICBM con varias ojivas nucleares, tendría poca ventaja, efectividad, un margen de error muy alto y un alto costo operativo, debido a que los nuevos vehículos de transporte de múltiples ojivas nucleares (MIRV), volaban a velocidades muy altas, también podían transportar sistemas de distracción de radar, anillos de montaje, la cubierta o carenado del vehículo espacial, globos y desechos de aluminio, que eran lanzados para saturar el sistema de alerta temprana y estaciones de defensa, radares y sensores ópticos del enemigo, que ingresaban en la atmósfera junto a las ojivas nucleares, aumentando la capacidad para lograr impactar el objetivo enemigo.
Pero el nuevo sistema de defensa espacial (SDI), está basado en poder interceptar con éxito los misiles balísticos intercontinentales ICBM con los vehículos de transporte de múltiples ojivas nucleares (MIRV), lanzados en rápida sucesión y atacar al mismo tiempo, los satélites enemigos desde el espacio, desde una órbita cada vez más alta, para saturar al anterior sistema defensivo (SDI) y abrir una brecha en el espacio, que permita responder este ataque, lanzando misiles ICBM desde bases en tierra, camiones de transporte, barcos, submarinos y aviones bombarderos, y lanzando ojivas nucleares desde el espacio, que podrían caer rápidamente sobre las ciudades, bases militares y escuadras navales enemigas en cualquier lugar del mundo, logrando superar los sistemas defensivos enemigos y logrando ignorar los señuelos utilizados en el lanzamiento de misiles ICBM.
Debido a este adelanto de tecnología del sistema de defensa espacial (SDI), sería necesario construir, mantener y lanzar, un número mayor de misiles balísticos intercontinentales ICBM con múltiples ojivas nucleares, y en forma masiva, para tratar de penetrar este nuevo sistema de defensa espacial (SDI), con un alto costo económico para el país agresor, empujando el balance de la ventaja económica de la carrera militar en la Guerra Fría, nuevamente en favor del desarrollo de la defensa en el nuevo siglo.

Minuteman III Secuencia de lanzamiento del MIRV:
1. El misil despega de su silo expulsando su período de lanzamiento (A).
2. Aproximadamente 60 s después del despegue, la 1.ª plataforma se desprende y la 2.ª se enciende (B). La capa del misil se desprende
3. 120 s después de haber despegado, la 3.ª plataforma (C) se enciende y se separa de la 2.ª plataforma.
4. 180 s después de haber despegado, la 3.ª plataforma se termina de empujar y el Vehículo de Post-Boost (D) se separa del cohete.
5. El Vehículo de Post-Boost se automaniobra y se prepara para el despliegue de los vehículos de reentrada (RV).
6. Los RV, así como los señuelos y desperdicios, son desplegados.
7. Los RV, y desperdiciones reentran la atmósfera a gran velocidad y son armados durante el vuelo.
8. Las ojivas nucleares detonan, en la explosión aérea o en contacto en la tierra.

Esta nueva línea de razonamiento de balance estratégico, en plena Guerra Fría, supone que se necesitarían en el futuro, construir mayor cantidad de misiles ICBM con múltiples ojivas nucleares, que son de alto costo de producción y mantenimiento, para poder atacar al enemigo y superar los misiles defensivos (ABM), y el nuevo sistema de defensa espacial (SDI), que incluye lanzar al espacio aviones espaciales, elevando el nivel de costo económico de la carrera militar y aumentando el gasto en la construcción de más misiles ICBM, bases militares, silos de lanzamiento y satélites militares.
En teoría, otra manera de tratar de enfrentar y derrotar, este nuevo sistema de defensa espacial (SDI), sería la de lanzar varias ojivas nucleares al espacio y dejarlos en órbita durante largos períodos de tiempo, en una órbita alta como satélites artificiales de comunicaciones, eliminando la fase del impulso inicial de los misiles ICBM desde bases en tierra en tiempos de paz, que son de alto costo y podían ser detectados por el calor de sus motores, desde el momento de su lanzamiento y durante su vuelo en la órbita baja, por los satélites militares del sistema de defensa (SDI) que estarían posicionados en una órbita más alta, y en tiempo de guerra, las ojivas nucleares en órbita, serían activadas en forma automática para ingresar a la atmósfera directamente desde el espacio para caer sobre las ciudades, bases militares y escuadras navales enemigas en pocos minutos, disminuyendo la capacidad de respuesta de los sistemas defensivos de bases militares en tierra y dificultando el éxito del sistema de defensa espacial (SDI), diseñado para interceptar misiles ICBM lanzados desde tierra; a pesar de que instalar las armas nucleares en el espacio, estaba prohibido expresamente por ley sobre el espacio existente, las mismas leyes sugirieron, que cualquier sistema de defensa de armas desde el espacio era también ilegal, incluyendo el mismo sistema de defensa (SDI).
El sistema de combate Aegis desarrollado a finales del siglo pasado en plena Guerra Fría, es el heredero de los programas de defensa de la militarización del espacio y es el sistema de combate más moderno del mundo. La Armada de Estados Unidos consideró, que la mejor forma de instalar un sistema de defensa contra los misiles ICBM y conos nucleares enemigos que ingresan desde el espacio, sería con la instalación de un nuevo sistema de defensa en barcos de guerra, en una nueva generación de cruceros de guerra con el sistema de lanzamiento vertical de misiles, para defender toda la flota de la Armada de los Estados Unidos en alta mar y que navegaría frente a la costa de países amigos, Japón, Corea del Sur, Israel y Europa, para defender a los países aliados de la OTAN con una nueva generación de misiles interceptores de ojivas nucleares, misiles enemigos y satélites militares enemigos, que son más pequeños, eficientes, de fácil transporte, de mayor alcance y también se pueden lanzar desde submarinos, silos y camiones de transporte, en bases militares y zonas costeras, las islas Hawái, Guam, Filipinas, Australia, las costas de California y Alaska, para defender toda la zona del Océano Pacífico, el Canal de Panamá, el Mar Mediterráneo y el Estrecho de Ormuz.
Los misiles del sistema AEGIS son de combustible sólido y más pequeños que los lanzados desde tierra, las alas son plegables y tiene dos etapas, son los misiles de mayor precisión que existen en el inventario de la Armada de los Estados Unidos, pueden interceptar misiles enemigos tipo Misil Scud fabricados por la Unión Soviética y sus versiones derivadas, desarrolladas por países como Irán con el misil Shahab-1, Corea del Norte con el misil Taepodong-1 y otros diseños de misiles de China, India y Pakistán.
El silo del misil de lanzamiento vertical (VLS), está localizado frente a la cabina de mando de la nave, donde la tripulación puede ver el lanzamiento de los misiles a través de las ventanillas blindadas del puente de mando; los silos ocupan el lugar de los cañones principales, que son retirados en este nuevo modelo de nave de combate, para permitir la instalación del silo lanzador de misiles sobre la cubierta del barco. Los misiles son instalados por grúas en el puerto con el silo completo, en un sistema sellado que puede transportar misiles crucero, misiles para la defensa de la escuadra naval, torpedos que son lanzados con un motor cohete y luego se sumergen bajo el agua, y misiles con armas nucleares tácticas de medio alcance.
Rusia y Ucrania tienen un programa de lanzamiento de satélites civiles desde un misil ICBM en un silo militar de lanzamiento subterráneo, el programa espacial del cohete Dnepr-1, el cono nuclear será retirado del misil ICBM y en su lugar, se instalarán varios satélites civiles pequeños y ligeros, que serán transportados por un vehículo militar MIRV adaptado, para dejarlos en el espacio a diferentes altitudes, en forma económica, eficiente y rápida, esta es la primera aplicación civil de un misil ICBM.

## Defensa antimisiles
Un misil antibalístico es un misil que puede desplegarse para contrarrestar un misil balístico intercontinental nuclear o no nuclear. Los misiles balísticos intercontinentales pueden interceptarse en tres regiones de su trayectoria: fase de impulso, fase intermedia o fase terminal. Estados Unidos, Rusia, India, Francia, Israel y China han desarrollado sistemas de misiles antibalísticos, entre los que se encuentran el sistema de misiles antibalísticos ruso A-135, el estadounidense Ground-Based Midcourse Defense y el sistema indio Prithvi. Los vehículos de defensa Mark-II son los únicos sistemas que tienen la capacidad de interceptar y derribar misiles balísticos intercontinentales que lleven  ojivas nucleares, químicas, biológicas o convencionales.